# 6185 Mitsuma
6185 Mitsuma è un asteroide della fascia principale. Scoperto nel 1987, presenta un'orbita caratterizzata da un semiasse maggiore pari a 2,3401814 UA e da un'eccentricità di 0,1726311, inclinata di 8,75905° rispetto all'eclittica.